# Steig wieder auf
Steig wieder auf ist ein Lied des deutschen Musikprojektes Alle für Alle. Das Stück erschien 1994 als Benefiz-Single für die Deutsche Aidshilfe.

## Entstehung und Artwork
Bei Alle für Alle handelt es sich um ein einmaliges Musikprojekt, das zur Unterstützung der Deutschen Aidshilfe ins Leben gerufen wurde. Für die Interpretation konnte man Gaby Baginsky, Peter Beil, Pete Wyoming Bender, Andrea Berg, Andreas Bergersbacher (Jens Rochler), Dennie Christian, Bernd Clüver, Klaus Densow, Jürgen Drews, Joel Ferro, Glashaus, Lyane Hegemann, Michael Kiesewetter, Dorthe Kollo, Nadine Norelle, Peter Petrel, Ulli Potofski, Peter Rafael, Tina Rainford, Pit Weyrich, Chris Wolff für sich gewinnen. Außerdem ist Matthias Schlubeck (Hannah Schlubeck) an der Panflöte zu hören. Der Reinerlös aus dem Verkauf dieser Benefiz-Single ging an die Dachverbände der AIDS-Hilfen.
Geschrieben wurde das Lied von dem teilnehmenden Sänger Andreas Bergersbacher und dem Autor Ulrich Gölitz. Bergersbacher war zudem, unter seinem bürgerlichen Namen Jens Rochler, als Abmischer, Produzent und Tonmeister tätig. Bei allen drei Tätigkeiten stand ihm Siegfried Gotzhein zur Seite. Bei der Abmischung und Aufnahme stand den beiden zusätzlich Jochen Blomberg an der Seite. Die Aufnahmen erfolgten in den Wuppertaler Public-Audio-Studios.
Auf dem Frontcover der Single ist – neben den Künstlerangaben und dem Liedtitel – die Erde zu sehen.

## Veröffentlichung und Promotion
Die Erstveröffentlichung von Steig wieder auf erfolgte als Single im Jahr 1994 (Katalognummer: BM MD 32.4002). Diese erschien als Maxi-Single durch das Musiklabel Bella Musica. Die Single beinhaltet vier verschiedene Versionen des Liedes, dabei handelt es sich um die Radioversion sowie eine „Panversion“, „Klassikversion“ und eine „Karaokeversion“. Im Oktober 1994 erschien das Lied als Teil des Samplers Neue Hits aus der Hitparade im ZDF – Herbst/Winter ’94 sowie am Ende des Jahres als Teil des Samplers Uwe Hübner präsentiert: ZDF Hitparade – Hits des Jahres ’94.
Es erfolgten unter anderem am 7. Juli 1994 und 4. August 1994 zwei Liveauftritte in der ZDF-Hitparade sowie in der Jahreshitparade am 19. Januar 1995.

## Inhalt
| „Bevor der letzte Tanz beginnt, musst du nicht wehren. Und wenn es abwärts geht, steig wieder auf. Denn solang du lebst, bist du nicht verloren. Bevor es abwärts geht, steig wieder auf.“ – Refrain, Originalauszug | Der Liedtext zu Steig wieder auf ist in deutscher Sprache verfasst. Die Musik wurde gemeinsam von Andreas Bergersbacher und Ulrich Gölitz komponiert, der Text alleine von Bergersbacher geschrieben. Musikalisch bewegt sich das Lied im Bereich der Popmusik, stilistisch in den Bereichen des Europop und Schlagers. Inhaltlich geht es im Lied um soziale Beziehung, dem Wunsch nach mehr Geborgenheit, Hilfsbereitschaft, Menschlichkeit oder auch Vertrauen. Aufgebaut ist das Lied auf zwei Strophen, einem Refrain und einer Bridge. Das Lied beginnt zunächst mit der ersten Strophe, die abwechselnd von verschiedenen Interpreten gesungen wird. Auf die erste Strophe folgt erstmals der Refrain, der von allen Interpreten im Chor zusammen mit den Annette Konrad Singers gesungen wird. Der gleiche Aufbau wiederholt sich mit der zweiten Strophe. Nach dem zweiten Refrain folgt als kurzes Zwischenstück die Bridge, die als Zweizeiler dargeboten wird, ehe das Lied mit dem sich wiederholenden Refrain endet. |

## Mitwirkende
Liedproduktion
- Annette Konrad Singers: Begleitgesang
- Gaby Baginsky: Gesang
- Peter Beil: Gesang
- Pete Wyoming Bender: Gesang
- Andrea Berg: Gesang
- Andreas Bergersbacher (Jens Rochler): Abmischung, Gesang, Komponist, Liedtexter, Musikproduzent, Tonmeister
- Jochen Blomberg: Abmischung, Tonmeister
- Dennie Christian: Gesang
- Bernd Clüver: Gesang
- Klaus Densow: Gesang
- Jürgen Drews: Gesang
- Joel Ferro: Gesang
- Glashaus: Gesang
- Ulrich Gölitz: Komponist
- Siegfried Gotzhein: Abmischung, Musikproduzent, Tonmeister
- Lyane Hegemann: Gesang
- Michael Kiesewetter: Gesang
- Dorthe Kollo: Gesang
- Nadine Norelle: Gesang
- Peter Petrel: Gesang
- Ulli Potofski: Gesang
- Peter Rafael: Gesang
- Tina Rainford: Gesang
- Matthias Schlubeck (Hannah Schlubeck): Panflöte
- Pit Weyrich: Gesang
- Chris Wolff: Gesang

Unternehmen
- Bella Musica: Musiklabel
- Public-Audio-Studios: Tonstudio

## Rezeption

### Auszeichnungen
Das Musikprojekt trat mit Steig wieder auf am 7. Juli 1994 in der ZDF-Hitparade auf und stellte sich für die nächste Sendung zur Wahl. Das Lied gewann dabei mit 22,8 % und konnte sich unter anderem gegen Judy Weiss mit Ach, lieber Gott (18,7 %) oder auch Andy Borg mit Ich brauch ein bisschen Glück (14,0 %) durchsetzen. Damit durfte das Projekt außer Konkurrenz nochmals in der Ausgabe vom 4. August 1994 auftreten.

### Rezensionen
Im Zuge des Sieges von Steig wieder auf in der ZDF-Hitparade tätigte der Moderator Uwe Hübner während seiner Abmoderation die Aussage, dass die Hitparade möglicherweise nicht mehr schöner werden könne, denn ein „guter Gedanke“ habe an dem Abend gewonnen.